# トライアングル (焼酎)
トライアングルは、サッポロビールが製造・販売する甲類焼酎である。1984年から2006年までは、キッコーマンが製造・販売していた。

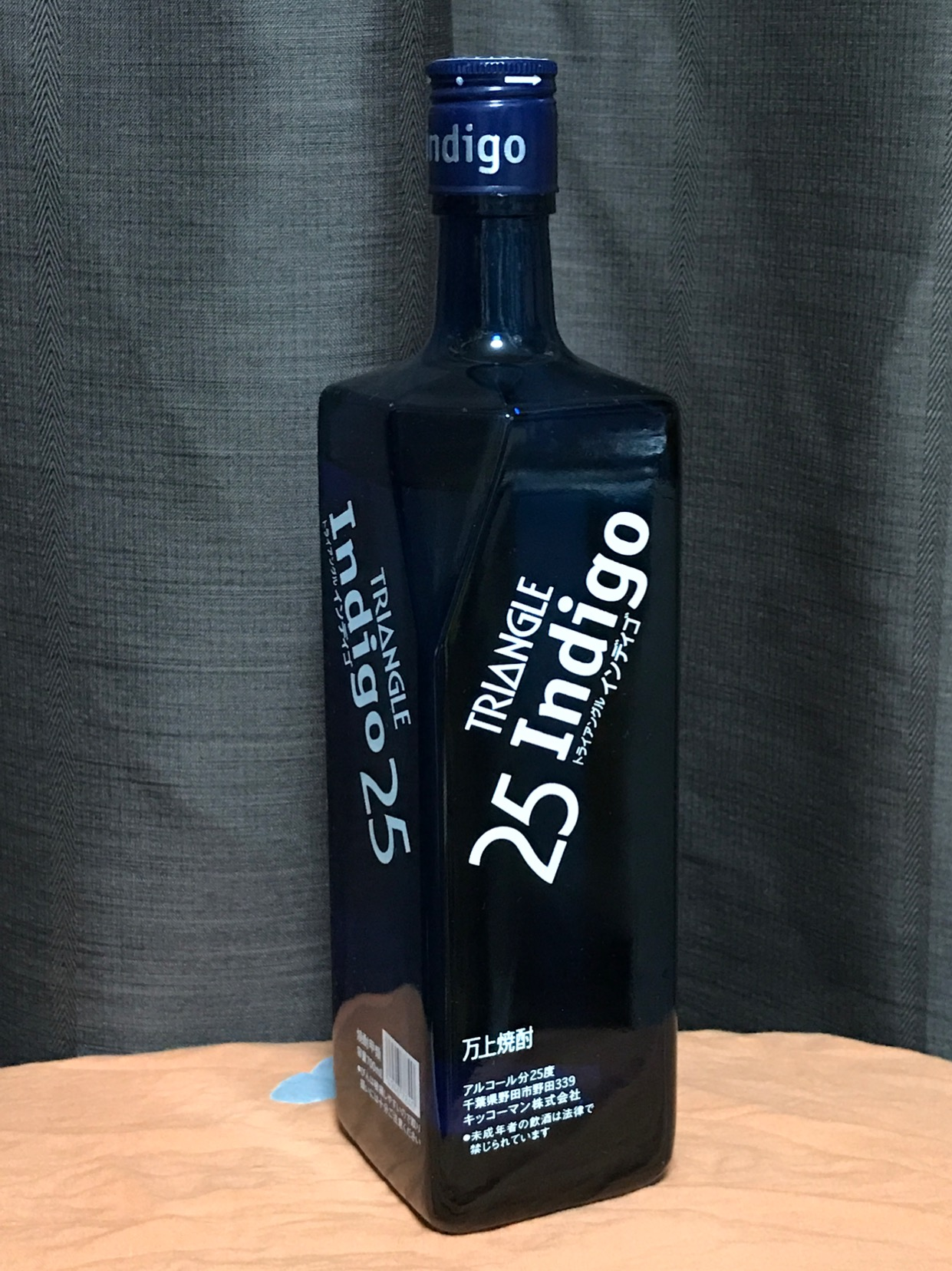
焼酎

## 歴史
1814年（文化11年）。流山で醸造業を営んでいた二代目堀切紋次郎は、白みりんの製造に成功。これを「万上みりん」と名付けた。のちに、万上焼酎の製造もおこなうようになった。1925年に万上味醂株式会社、野田醤油醸造株式会社ほかが合併。1927年には東京地区の商標がキッコーマンに統一された。
1984年（昭和59年）、「万上焼酎トライアングル」の発売開始。商品名は電話帳をめくりながら発案された。糖蜜アルコールにトウモロコシと大麦の甲類焼酎、裸麦の乙類焼酎の3種の焼酎をブレンドしている。1996年には群馬県尾島町（2005年に太田市に合併）に酒造専用の尾島製造部を新設。1997年6月には姉妹商品の「トライアングル インディゴ」が発売された。
2006年4月にはみりんとワインを除く、焼酎・合成清酒・リキュール類・スピリッツ類原料アルコール事業と、これらを製造する尾島製造部がキッコーマンからサッポロビールに事業譲渡された。同年には、原料に大麦の乙類焼酎を加えるブレンド変更が行われた。
2008年6月に、甲類乙類混和焼酎にジンジャーを加えた「トライアングル　スムース」、2010年には同製品をリニューアルした「トライアングル ジンジャー」を発売。2011年3月にはRTDの缶チューハイタイプの「トライアングル ジンジャーハイボール」の発売が予定されたが、東日本大震災の影響で5月に延期された。
2017年には、透明のスクエアボトルのラベルに、右上から左下に斜めにラインを入れて直角三角形状に分割したデザインへの変更が行われた。同時期に、ライムピールエキスとレモンピールエキスを加えた「トライアングル グリーン」が発売開始された。この商品はアルコール度数14度。品目はリキュールで、700ml瓶のみで発売された。

## ボトルと広告
ガラス製の黒いスクエアボトルに黄色いロゴ、隅をカットして三角形を表した先鋭的なデザインと、「焼酎貴族、トライアングル」のキャッチコピーは若者の感性を捕らえた。広告には松田優作を起用し、1980年代中期の第二次焼酎ブームの一役を担った。同じ時期の競合商品には「サントリー樹氷」や宝酒造の「純」などがあった。個性的なボトルは、当初はリターナブル瓶であった。
広告キャラクターは、2代目の石橋凌以降、豊川悦司、大友康平、イーキン・チェン、2001年には平井堅を起用。サッポロビール移管後の2009年には再び松田優作が起用された。

## 現行商品
「トライアングル ブラック」と「トライアングル インディゴ」の2種類が販売されている。いずれもアルコール度数20度と25度の商品があり、「インディゴ」はそれぞれ700mlのガラス瓶と1.8リットルのペットボトル、「ブラック」はこれに加え2.7リットルのペットボトルが販売されている。製造元では、「ブラック」はオン・ザ・ロックや烏龍茶割り、「インディゴ」はロックやソーダ割りが適していると推奨している。